# Babići (Kaštelir-Labinci)
Babići is een plaats in de gemeente Kaštelir-Labinci in de Kroatische provincie Istrië. De plaats telt 73 inwoners (2001).